# فرودگاه اسیوط
فرودگاه اسیوط (به انگلیسی: Assiut Airport) یک فرودگاه همگانی مسافربری با کد یاتا ATZ است که یک باند فرود آسفالت دارد و طول باند آن ۳۰۱۹ متر است. این فرودگاه در شهر اسیوط کشور مصر قرار دارد و در ارتفاع ۲۳۱ متری از سطح دریا واقع شده‌است.

## شرکت‌های هواپیمایی و مقصدهای پروازی
| شرکت‌های هواپیمایی | مقصدهای پروازی                                            |
| ----------------- | --------------------------------------------------------- |
| ایر عربیا         | شارجه                                                     |
| ایر قاهره         | ملکه علیا، دوحه، ملک عبدالعزیز، محلی قصیم، کویت، ملک خالد |
| ایر لیسور         | ملک عبدالعزیز                                             |
| هواپیمایی مصر     | قاهره، کویت                                               |
| FlyEgypt          | کویت                                                      |
| فلای‌ناس           | ملک عبدالعزیز، ملک خالد                                   |
| جزیره ایرویز      | کویت                                                      |